# San Juan Teitipac
San Juan Teitipac är en kommun i Mexiko.   Den ligger i delstaten Oaxaca, i den sydöstra delen av landet, 400 km sydost om huvudstaden Mexico City. Antalet invånare är 2 552. Arean är 11,5 kvadratkilometer.
Terrängen i San Juan Teitipac är huvudsakligen platt, men västerut är den kuperad.